# Сербы в Северной Македонии
Сербы в Северной Македонии или македонские сербы (серб. Срби у Северној Македонији, макед. Македонски Срби) являются автохтонным народом в Северной Македонии. Конституция Македонии 2001 года закрепила за сербами статус национального меньшинства. Согласно переписи 2021 года, численность сербов в Северной Македонии составляет 23 847 жителей или 1,3 % от общей численности населения. Сербы представлены в политической и культурной жизни Северной Македонии, имеют 4 политические партии, защищающие их права — Демократическая партия сербов в Македонии (ДПСМ), Радикальная партия сербов Македонии (РПСМ), Сербская прогрессивная партия Македонии (СППМ) и Сербская партия Македонии (СПМ).

## История
Сербы имеют давнюю историю на территории современной Северной Македонии. Северная Македония вместе с городом Скопье временно входили в состав Рашки во время правления великого жупана Стефана Немани, однако полностью вошли в Старую Сербию во время правления короля Стефана Милутина. 
После попадания большей части Балкан в состав Османской империи, территории современной Сербии и Македонии оказались в рамках одного государства. В рамках Османской империи христиане были в положении второстепенных народов, сохранение общей истории и традиций не приветствовалось, при этом между православными христианскими народами размывались границы. Таким образом, в XIX веке молодые государства Сербия и Болгария начали прикладывать много усилий для того, чтобы доказать принадлежность местных жителей к сербскому и болгарскому народу соответственно. В результате в 1913 году разразилась Вторая Балканская война между Болгарией с одной стороны и Сербией, Черногорией и Грецией, а затем подключившимися к ним Румынией и Османской империей, с другой стороны. В результате Вардарская Македония (территория современной Северной Македонии) стала частью Сербии, а проживающее на её территории болгарское население объявлялось частью сербского народа. 
После Первой мировой войны территория современной Северной Македонии стала частью Королевства сербов, хорватов и словенцев, а македонцы считались южными сербами. Во время Второй мировой войны большая часть Вардарской Македонии вошла в состав Болгарии, а славянское население было объявлено болгарами. На первом собрании сербских антифашистов в ноябре 1944 года Македония была признана равноправным участником федерации Югославия, а македонцы признаны отдельным народом. При этом национальное самоопределение на территории Вардарской Македонии было затруднено и почти всё славянское население было записано македонцами. В отличие от Хорватии, где чёткое разделение между сербами и хорватами проходит по религиозному принципу, в Македонии почти всё славянское население является православным.
В течение последних десятилетий абсолютная и относительная численность сербов Северной Македонии падает.
| Год   | Численность сербов в Македонии |
| 1971. | 46.465 (2,85 %)                |
| 1981. | 44.613 (2,30 %)                |
| 1991. | 42.755 (2,10 %)                |
| 1994. | 39.620 (2,04 %)                |
| 2002. | 35.939 (1,78 %)                |
| 2021. | 23,847 (1.3 %)                 |

## Область расселения

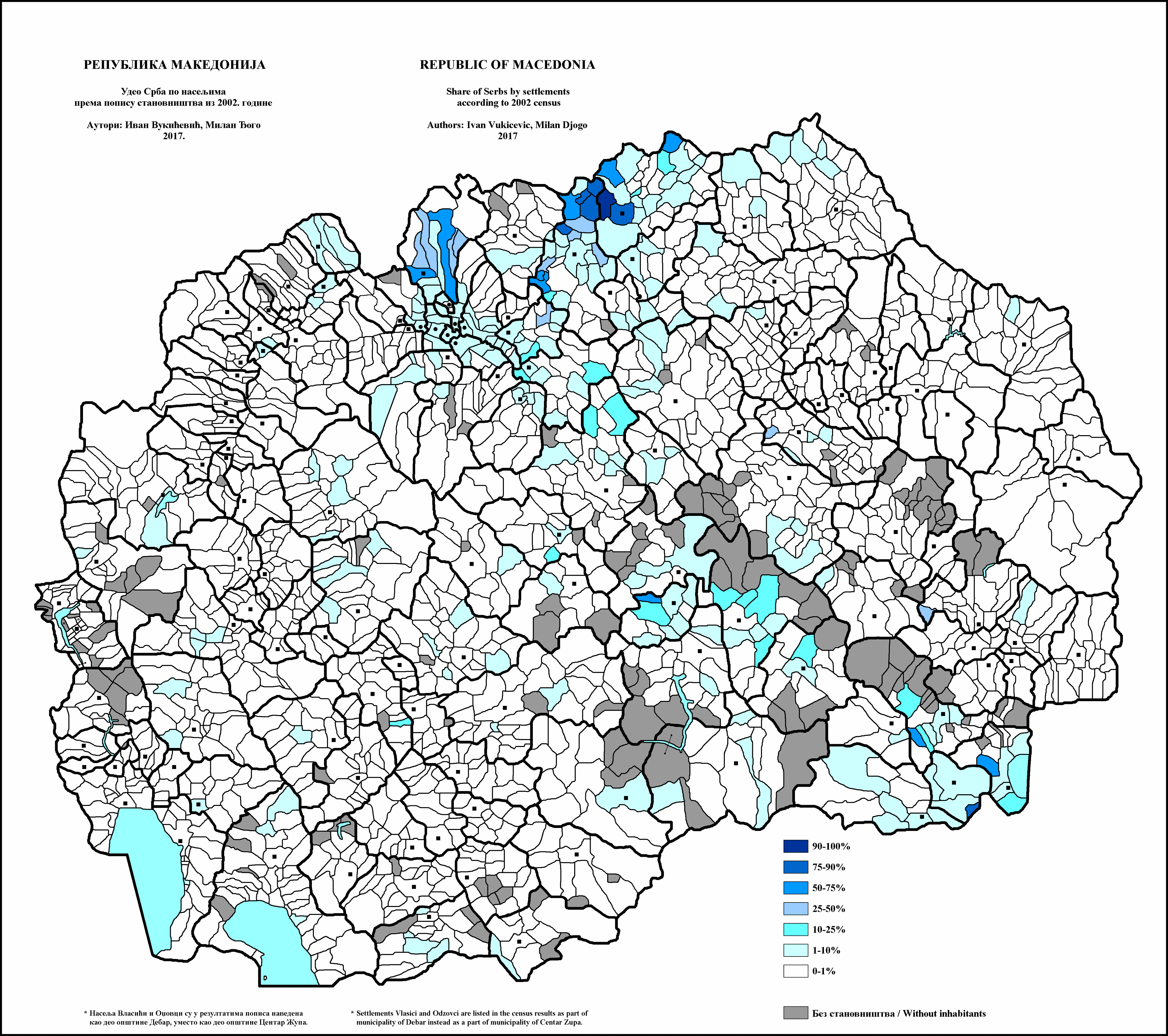
Доля сербов по общинам Северной Македонии (по данным переписи 2002 года)

Доля сербов по общинам Северной Македонии (по данным переписи 2021 года)

Наибольшее количество сербов в Северной Македонии проживают в городах и в северной части государства. Общинами с наибольшей долей сербского населения являются Чучер-Сандево с 28,6 % сербского населения, Старо-Нагоричане c 19,1 %, Куманово с 10,5 % и Скопье с 2,82 %, где в абсолютном выражении проживает больше всего сербов.

## Образование, культура и религия
В Северной Македонии изучение сербского языка для сербского меньшинства включено в систему начального и среднего образования. Есть кафедры сербского языка и литературы факультета филологии Университета в Скопье.
На втором канале национального телевидения существует программа на сербском языке. В прошлом был в Скопье был сербский канал (ТВ 96). Есть журналы на сербском языке, которые издаются в Северной Македонии, также доступны сербские печатные издания из Сербии, особенно таблоиды и жёлтая пресса. Из-за политической и культурной близости, сербский язык очень часто встречается на македонских телеканалах и СМИ через сербскую музыку, песни, фильмы, шоу, частые появлений сербских певцов и художников в Северной Македонии.
В связи с расколом, который произошёл среди православных Северной Македонии, и конфликтом между неканонической Македонской православной церковью и канонической Охридской архиепископией, которая является частью Сербской православной церкви, последняя была запрещена в служении на территории Северной Македонии. Это создало проблемы для сербов в осуществлении религиозных прав.